# 高橋大作
高橋 大作（たかはし だいさく、1983年2月9日 - ）は、朝日放送テレビ（ABC）報道局ニュース情報センターのデスクで、元・同局アナウンサー。アナウンス職から報道記者職への異動（2017年6月）を経て、2018年5月から2020年3月まで朝日新聞大阪本社社会部の記者、2021年4月から2024年6月まではANN上海支局の記者（支局長）を務めていた。

## 来歴・人物
大阪府吹田市の出身で、実家は写真店を経営。当時の小さな夢はその写真店を日本一にしたかったことだったが、1995年1月17日の阪神・淡路大震災によって、その写真店は半壊の被害を受け、再建を果たすものの、父親から次の道を見つけるように言われたという。
関西大学第一中学校・高等学校から関西大学社会学部へ進学。アナウンサーを意識するようになったのは1998年の高校1年生の頃で、通っていた関大一高が甲子園の全国高校野球選手権に出場するために応援に来ていたが、その前の試合が横浜高校対PL学園の試合だったため、高橋はアルプススタンドに入れてもらえず、甲子園球場の周りに列を作っていたという。その時に高橋はラジオを持っていたため、中継を担当していたアナウンサーの実況をさらに実況するという行動に出た。その際に、高橋は「私の声で、周囲がめちゃくちゃ盛り上がったんです。アナウンサーっていいなと思った瞬間でした。」と後のインタビューで話している。
大学生時代は、アナ・トーク学院（鈴木美智子が学院長を務める吉本興業全面支援のアナウンススクール）の第1期生として、アナウンス技術の研鑽を積んでいた。
大学卒業後の2005年4月1日付で、高野純一と共に、アナウンサーとして朝日放送（当時）へ入社。入社当初は関西大学の先輩で、朝日放送出身のフリーアナウンサーである宮根誠司に強く憧れていた為、バラエティ系のアナウンサーになりたかったという。しかし、お笑い番組の前説や『ABCお笑い新人グランプリ』予選の司会を担当したものの、「爪痕を残そうと力んだ結果、空回りしてしまって。」と話すように思うように行かなかったという。
それを思い悩んでいた時に、ニュース番組のプロデューサーから「声がいいからナレーションをやってみたら」と声をかけてもらったことをきっかけで、ニュース番組の担当に就いた。その為、2006年以降は、平日夕方のニュース番組（『ABC NEWSゆう』→『NEWSゆう+』）で、サブキャスターとして取材や中継リポートに携わった。また、ラジオで長らく放送されていた『ABCミュージックパラダイス』では、2008年4月から2009年6月の番組終了までのパーソナリティを務めていた。
テレビ番組では、2010年4月から『おはようコールABC』でメインキャスターを務めた後に、2011年10月3日から『キャスト』（『NEWSゆう+』の後番組）のサブキャスターへ起用。『NEWSゆう+』時代に続いて、取材も担当していた。2013年10月下旬以降はフィールドキャスターに転じたため、生中継や取材報告で随時出演するようになった。
2015年11月には、『報道ステーション』（テレビ朝日制作）における寝屋川市中1男女殺害事件の中継リポートで、第14回ANNアナウンサー賞大賞を受賞した。2017年6月の人事異動を機に、報道局ニュース情報センターの記者として、事件・事故の取材を本格的に担当。アナウンス職からは離れたものの、『キャスト』では引き続きフィールドキャスターを務めていた。
2018年4月の朝日放送グループ再編で朝日放送テレビに転籍したが、朝日新聞社と朝日放送グループホールディングスの相互人材交流の一環として、同年5月から朝日新聞大阪本社へ出向。出向期間中は、社会部の記者として、「ニュース4U」（SNSと連動した特集取材企画）などを担当している。2019年1月12日には、「eスポーツキャスター」として活動するかつての後輩アナウンサー・平岩康佑を取材した記事が、『朝日新聞』全国版朝刊2面の「ひと」欄に掲載された。
2020年4月1日付で朝日放送テレビ報道局ニュース情報センターへ復帰した後に、報道局が運営するANN上海支局に2021年6月から赴任。2022年の北京冬季オリンピック期間中には、上海支局長として報道系の取材リポートを会場の周辺で連日担当したほか、朝日放送ラジオの生ワイド番組（『おはようパーソナリティ道上洋三です』『伊藤史隆のラジオノオト』）にリモート中継で出演していた。
上海には単身で赴任していたが、2022年には、3月28日から6月1日まで中国政府のいわゆる「ゼロコロナ政策」によるロックダウンに遭遇。自身には新型コロナウイルスへの感染や感染者との濃厚接触が確認されていなかったにもかかわらず、上海支局や自宅のある地域がロックダウンの対象地域へ指定された影響で、自宅から外出できない隔離生活を2か月以上強いられた。その間にも、朝日放送テレビ・ラジオの関西ローカル番組やテレビ朝日が制作する全国ネット番組に向けて、隔離生活の状況を自宅キッチンからの中継で複数回にわたってリポート。隔離が解除された6月1日以降も、当日に上海の街頭の様子を『報道ステーション』向けに生中継で報告するなど、「ANN特派員」の立場で中国事情を連日伝えていた。
ANN上海支局への赴任期間が2024年5月で満了したことに伴って、翌6月から朝日放送テレビの本社へ帰任。帰任後の役職は「報道局ニュース情報センターのデスク」で、2025年の1月17日に発災から30年を迎える阪神・淡路大震災や、同年開催の大阪・関西万博に関する特別取材班の統括業務にも携わる。
趣味は、話芸や映画の鑑賞、妖怪の研究など。アナウンサー時代の2012年11月25日に開催された第2回大阪マラソンで、人生初のフルマラソンに挑んだところ、6時間2分6秒というタイムで完走した。その一方で、上海支局への赴任中からは、本人曰く「赴任中も取材で活用していた」というX（twitter）を通じて「ドキハキX（twitter）大喜利選手権」（『ドキハキ』こと朝日放送ラジオの『ドッキリ!ハッキリ!三代澤康司です』が木曜日に月1回のペースで実施しているリスナー投稿企画）に毎回参加。赴任中の2022年12月8日放送分（「第34回twitter大喜利選手権」）では、「"ベヘメ"という言葉を使った川柳」というお題に沿った投稿で初優勝を果たした。

## 出演番組

### 過去

#### テレビ
- ABCニュース（不定期）

アナウンサー時代にはスタジオキャスターまたはリポーターを担当。記者転身後は、リポーターのみを担当。
- ABC NEWSゆう（2006年4月 - 2009年3月）サブキャスター
- NEWSゆう+（2009年3月 - 2010年3月）サブキャスター
- おはようコールABC（2010年4月 - 2011年9月）メインキャスター
- 高校野球SUNSUNリポート・燃えろ!ねったまアルプス（テレビ、2005年・2006年・2008年・2009年・2010年）
- キャスト（2011年10月 - 2018年3月） - サブキャスター → フィールドキャスター

メインキャスター（伊藤史隆 → 浦川泰幸）が休暇や中継出演などでスタジオを留守にする場合には、メインキャスター代理を務めることもあった。「金曜中継 土日にGO!」のリポーターを務めることも稀にあった。
- エール1.17 阪神・淡路大震災犠牲者追悼式典中継（2012年 - 2017年） - リポーター

震災発災日の毎年1月17日に関西ローカルで震災犠牲者追悼式典会場（兵庫県神戸市中央区東遊園地）からの生中継でリポーターを担当。平日に該当する日は『おはようコールABC』内で、土曜・日曜に該当する日は単独番組として放送。直後に放送される『ANNニュース』でもリポーターを担当。

#### ラジオ
- ABCミュージックパラダイス（2008年4月 - 2009年6月）パーソナリティ
- ニュース探偵局（2009年度まで）
- 宗教の時間・PL教（ラジオ朗読、月曜日午前4時台）
- ABCニュース（不定期だが『キャスト』との兼ね合いで担当機会は少なかった。2015年は、7月11日に『サクサク土曜日 中邨雄二です』内で担当した。
- 柴田・西森のゆかいな金曜日!（2020年4月10日・5月1日）「ゆか金スペシャル!」のコーナーにゲスト出演。
- 2022年北京冬季オリンピック関連では、以下の番組に上海からリモート出演。
  - 伊藤史隆のラジオノオト（1月25日・2月8日）「ようこそ!ラジオノオトへ」のコーナー[注 4]。
  - おはようパーソナリティ道上洋三です（2月10日）
- ドッキリ!ハッキリ!三代澤康司です（朝日放送→朝日放送ラジオ本社スタジオからの生ワイド番組）

ANN上海支局長時代の2022年5月26日に、当時ロックダウン中だった上海からのリモート方式で「みよスポ」（午前9時台後半のコーナー）に出演。この際にパーソナリティの三代澤康司（旧朝日放送アナウンサー採用試験の試験官で同社→朝日放送テレビアナウンサー時代の上司）から誘いを受けたことや、出演後にロックダウンが解除されたことを背景に、翌週の木曜日（6月2日）から「ドキハキX（twitter）大喜利選手権」へ参加している。この企画のお題はオープニング（9時過ぎ）に発表されているが、上海では時差の関係で（朝日放送ラジオの本社スタジオが所在する）大阪より1時間の遅れが生じているため、上海支局への赴任中は支局の始業前に投稿していたという。
上海からは、2022年12月22日にも「みよちゃんの言うたもん勝ち」（10時台前半のコーナー）にリモート出演。上海支局から朝日放送テレビ本社の報道局へ帰任した2024年6月には「『ABCラジオ 交流戦ウィーク2024』期間中のスペシャルゲストの1人」として、13日（木曜日）の生放送でスタジオへ登場している。この日は「みよちゃんの言うたもん勝ち」以降のコーナーに出演したほか、放送中に開催された「第10回X大喜利選手権」にも「現場からの生中継リポート」というお題に沿った投稿で参加。同年7月15日（月曜日・海の日）には能登半島地震の取材リポートをラジオスタジオで報告するため「みよちゃんの言うたもん勝ち」に出演した。
- 『ツギハギ』木曜日「国山ハセンのまじマジ」（2024年10月17日）

かつての同業者（元・TBSテレビアナウンサー）でもある国山ハセンからのインタビューにゲストで出演。